# 方末島

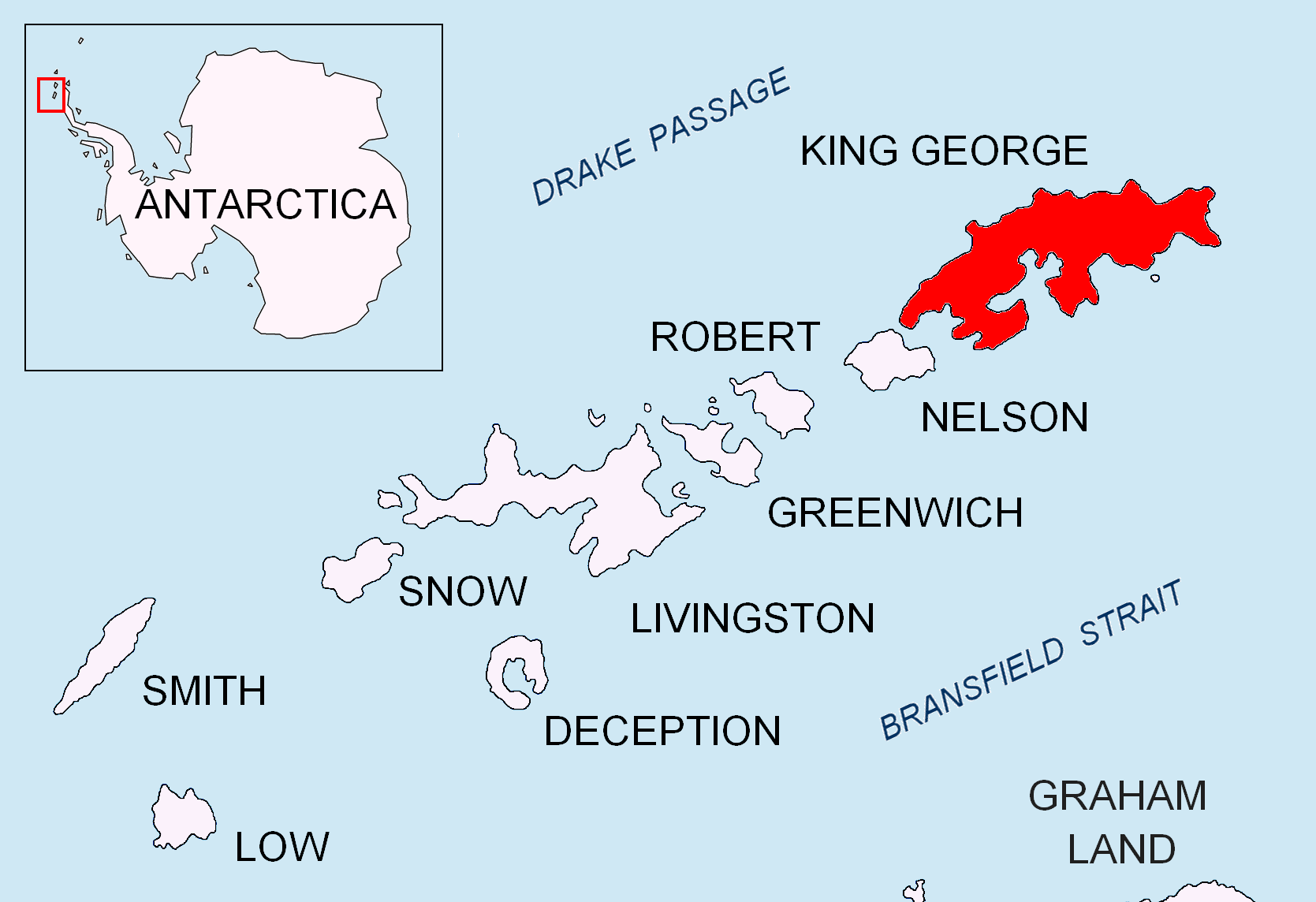

方末島（英語：Square End Island），是南極洲的島嶼，位於南設得蘭群島的喬治王島，處於該島西端東北面6公里，在1935年由英國研究隊命名，現時由南極條約體系管理。